# SimTunes
 (juillet 2019).
Si vous disposez d'ouvrages ou d'articles de référence ou si vous connaissez des sites web de qualité traitant du thème abordé ici, merci de compléter l'article en donnant les références utiles à sa vérifiabilité et en les liant à la section « Notes et références ».
Sim Tunes (ou Sim Musik) est un jeu conçu pour public jeune créé par Toshio Iwai et développé par Maxis. Il s'agit d'un jeu musical où le joueur peint à l'aide d'une palette de couleurs le fond noir. Chaque point dessiné est associé à une note.
Par la suite, le joueur place des insectes (Bugz) qui jouent à leur façon les points de couleur placés au préalable. Les insectes aussi sont choisis en fonction de leurs sons, souvent similaires à un instrument existant. Le jeune compositeur devra ensuite gérer le déplacement de ses insectes à l'aide de nombreux outils.